# Odsadzka

1. Odsadzka
3. Wał
4. Fosa

Odsadzka, także: berma – poziomy uskok wału w fortyfikacjach ziemnych, który zabezpieczał wał przed osuwaniem się ziemi. Konstruowany na wysokości naturalnego poziomu gruntu.